# ۱۷ ژانویه
۱۷ ژانویه در تقویم گرگوری، هفدهمین روز سال است. ۳۴۸ روز (در سال‌های کبیسه ۳۴۹روز) تا پایان سال باقی است.

## رویدادها
- ۱۷۷۳ - جیمز کوک و افرادش به عنوان نخستین گروه دریانوردان اروپائی مدار جنوبگان را پشت سر گذاشتند.
- ۱۹۹۱ - پس آغاز صبح هنگام عملیات طوفان صحرا علیه عراق هشت موشک اسکاد از طرف این کشور به سمت اسرائیل شلیک شد.
- ۱۹۹۱ - هارالد پنجم پس از مرگ پدرش در نروژ به پادشاهی رسید.
- ۱۹۷۶ - پابدانا - محمد رضا شاه پهلوی معدن زغال سنگ خمرود کرمان را برای بهره‌برداری می‌گشاید.

## زادروزها
- ۱۷۰۶ - بنیامین فرانکلین، نویسنده، سیاست‌مدار و مخترع آمریکایی.
- ۱۸۹۹ - آل کاپون، از بزرگ‌ترین خلاف‌کاران آمریکایی.
- ۱۹۴۲ - محمدعلی کلی بوکسورسنگین وزن آمریکایی.
- ۱۹۶۲ - جیم کری هنرپیشه و کمدین کانادایی-آمریکایی.
- ۱۹۶۳ - کای مایکل هانسن نوازنده گیتار، آهنگساز و خواننده گروه گاما ری اهل آلمان
- ۱۹۶۴ - میشل اوباما همسر رئیس‌جمهور ایالات متحده آمریکا، باراک اوباما
- ۱۹۷۷ -  لی ونل، نویسنده

## مرگ‌ها
- ۱۷۵۱ - توماسو آلبینونی موسیقیدان و آهنگساز اهل ایتالیا
- ۱۹۶۱ - پاتریس لومومبا، سیاستمدار
- ۲۰۰۸ - بابی فیشر، شطرنج‌باز آمریکایی و قهرمان سابق جهان
- ۲۰۲۳ - لوسیل راندون، یکی از افراد فهرست پیرترین انسان‌ها با عمر تأییدشده